# Awutu
L'awutu (o efutu) és una llengua guang meridional que parlen els awutus a la regió Central de Ghana. Hi ha entre 180.000 (2003) i 238.000 parlants d'awutu. El codi 639-3 de l'awutu és el afu i el seu codi al glottolog és awut1241.

## Família lingüística
L'awutu és una de les llengües guangs meridionals. Les altres llengües que, segons l'ethnologue i el glottolog formen part d'aquest subgrups de les llengües tanos que formen part de les Llengües nigerocongoleses, les llengües kwa són: el cherepon, el gua i el larteh. Totes aquestes llengües es parlen a Ghana.

## Situació geogràfica i pobles veïns
L'awutu es parla al districte d'Awutu, a la zona costanera a l'oest d'Accra, a la regió Central de Ghana.
Segons el mapa lingüístic de Ghana de l'ethnologue, el territori awutu està pocs quilòmetres a l'oest d'Accra. Al nord i a l'oest limita amb el territori dels àkans, a l'est limiten amb el territori dels ga i al sud hi ha l'oceà Atlàntic.

## Dialectes i semblança amb altres llengües
Els dialectes de l'awutu són l'awutu pròpiament dit, l'efutu i el senya.

## Sociolingüística, estatus i ús de la llengua
L'awutu és una llengua desenvolupada (EGIDS 5): és utilitzada per persones de totes les edats i generacions tant en la llar com entre la societat. Està estandarditzada i té literatura, tot i que la seva situació no és totalment sostenible. S'ensenya a les escoles, tot i que les persones que la tenen com a llengua materna que hi estan escolaritzades no arriben a l'1%. Entre el 5 i el 15% de les persones que s'alfabetitzen en awutu la tenen com a segona llengua. S'escriu en alfabet llatí. Els awutus també parlen l'àkan.